# مرشد لاسلكي
يعتبر المرشد اللاسلكي أو المنارة جهازًا واضحًا متعمدًا مصممًا لجذب الانتباه إلى موقع معين.
يمكن أيضًا دمج منارات مع مؤشرات إشارة أو مؤشرات أخرى لتوفير معلومات مهمة، مثل حالة المطار، حسب اللون والنمط الدائري في منارة المطار (Aerodrome beacon)، أو الطقس المعلق كما هو موضح على منارة الطقس (Weather beacon) المثبتة في الجزء العلوي من مبنى طويل أو موقع مشابه. عندما يتم إستخدامها بهذه الطريقة، يمكن اعتبار منارات شكل من أشكال التلغراف البصري.

## من أجل الملاحة

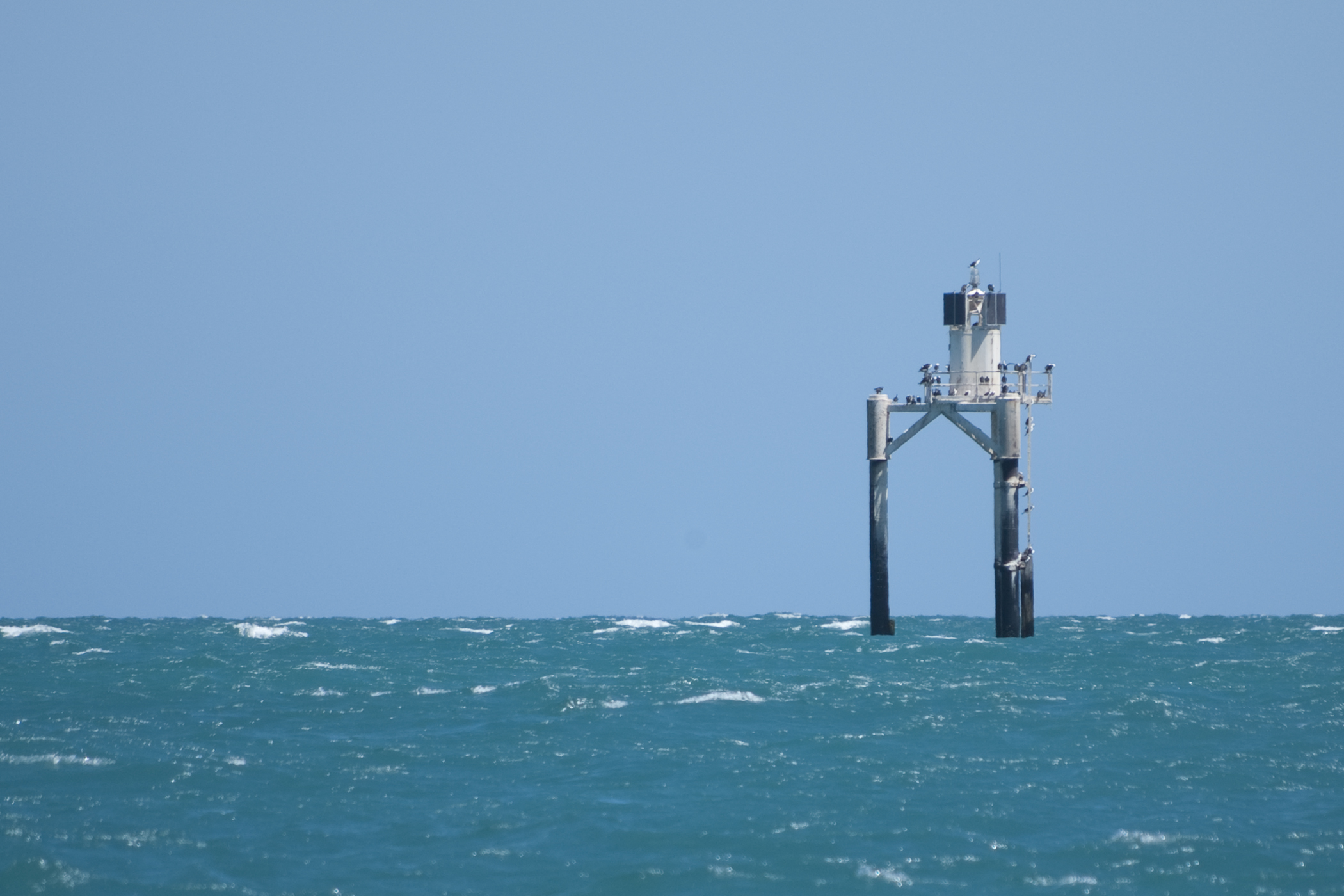
منارة ملاحية تشير إلى وجود بنك أورونتس قبالة ميناء فنسنت، جنوب أستراليا (Port Vincent, South Australia).